# Miss Bertha Dillon
Miss Bertha Dillon, född 1914, död 1935 på Walnut Hall Farm i Kentucky i USA, var en amerikansk standardhäst som blev mest känd som det avelssto som låg till grund för Hanover Shoe Farms.

## Historia
Miss Bertha Dillon föddes upp av Alexander B. Coxe, som även tränade och ägde henne. Som tävlingshäst imponerade hon tidigt med sina fartresurser. Som fyraåring den 28 augusti 1918 sprang hon världsrekord för fyraåriga ston, då hon sprang 2:02 1/2 (1.16,0).
Hon köptes av Hanover Shoe Farms för en klumpsumma av 150 000 dollar, och fick där nio avkommor. Hon blev även det första stoet i historien som fick tre avkommor med rekordtider snabbare än till 2:00 0/0 (1.14,6). Under hennes tid som avelssto fanns det bara 22 travhästar i världen som hade travat en mile på 2:00 0/0 (1.14,6) eller bättre.
Hon avled 21 år gammal på Walnut Hall Farm i Kentucky i USA, men ägdes fortfarande av Hanover Shoe Farms. Hon valdes postumt in i Harness Racing Museum & Hall of Fame 1966.

## Avkommor
| # | Född | Kön    | Namn                | Efter      | Rekordtid | Notering                                                   |
| - | ---- | ------ | ------------------- | ---------- | --------- | ---------------------------------------------------------- |
| 1 | 1920 | Hingst | Dillon Volo         | Peter Volo | -         |                                                            |
| 2 | 1924 | Hingst | Sandy Flash         | Peter Volo | 1.23,4    |                                                            |
| 3 | 1925 | Sto    | Miss Bertha Worthy  | Lee Worthy | -         |                                                            |
| 4 | 1926 | Sto    | Miss Bertha Hanover | Peter Volo | 1.14,6    |                                                            |
| 5 | 1927 | Sto    | Hanover's Bertha    | Peter Volo | 1.14,3    | Segrade i Hambletonian Stakes och Kentucky Futurity, 1930. |
| 6 | 1928 | Sto    | Charlotte Hanover   | Peter Volo | 1.14,3    |                                                            |
| 7 | 1931 | Sto    | Bertha C. Hanover   | Peter Volo | 1.14,3    |                                                            |
| 8 | 1932 | Hingst | Lawrence Hanover    | Peter Volo | 1.14,7    | Segrade i Kentucky Futurity, 1935.                         |
| 9 | 1933 | Sto    | Fay Hanover         | Peter Volo | 1.16,8    |                                                            |